# NGC 7456
NGC 7456 is een spiraalvormig sterrenstelsel in het sterrenbeeld Kraanvogel. Het hemelobject werd op 4 september 1834 ontdekt door de Britse astronoom John Herschel.

## Synoniemen
- ESO 346-26
- MCG -7-47-11
- IRAS 22594-3950
- PGC 70304